# Portugal nos Jogos Olímpicos de Verão de 1920
Portugal competiu nos Jogos Olímpicos de Verão de 1920 em Antuérpia, na Bélgica, entre 20 de abril a 12 de setembro de 1920. 
Para os Jogos de Antuérpia 1920, participou uma delegação de 14 atletas em 2 modalidades. Marcou a estreia na modalidade de Tiro. Porém nesta edição dos Jogos, Portugal apenas manteve a Esgrima como modalidade repetente. Ao longo desta edição, o Comité Olímpico de Portugal obteve 2 diplomas olímpicos.

## Atletas
A seguir está a lista do número de atletas que participaram nos Jogos.
| Modalidade       | Mulheres | Homens | Total |
| ---------------- | -------- | ------ | ----- |
| Esgrima          | 0        | 8      | 8     |
| Tiro (Estreante) | 0        | 6      | 6     |
| Total            | 0        | 14     | 14    |

## Conquistas

### Diplomas olímpicos
| Atleta             | Modalidade | Prova             | Data |
| ------------------ | ---------- | ----------------- | ---- |
| António de Menezes | Esgrima    | Espada Individual | 1920 |
| Equipa Portugal    | Esgrima    | Espada Equipas    | 1920 |
| Equipa Portugal    | Tiro       | Revolver 30m      | 1920 |

## Esgrima
| Atleta | Prova             | 1ª Ronda    | 1ª Ronda            | Quartos Final     | Quartos Final       | Meias Finais      | Meias Finais        | Final             | Final             |
| Atleta | Prova             | Performance | Posição             | Performance       | Posição             | Performance       | Posição             | Performance       | Posição           |
| --- | ----------------- | ----------- | ------------------- | ----------------- | ------------------- | ----------------- | ------------------- | ----------------- | ----------------- |
| António de Menezes (Estreante) | Espada Individual | 4–3         | 2º lugar (Pool B) Q | 7–4               | 2º lugar (Pool C) Q | 7–4               | 2º lugar (Pool A) Q | 5–6               | 6º lugar ex-aequo |
| Fernando Correia | Espada Individual | 5–2         | 1º lugar (Pool C) Q | 6–4               | 2º lugar (Pool B) Q | 2–9               | 10º lugar (Pool A)  | Não se qualificou | Não se qualificou |
| Frederico Paredes (Estreante) | Espada Individual | 4–5         | 6º lugar (Pool D)   | Não se qualificou | Não se qualificou   | Não se qualificou | Não se qualificou   | Não se qualificou | Não se qualificou |
| Henrique da Silveira (Estreante) | Espada Individual | 5-3         | 4º lugar (Pool H) Q | 4–6               | 7º lugar (Pool D)   | Não se qualificou | Não se qualificou   | Não se qualificou | Não se qualificou |
| João Sassetti (Estreante) | Espada Individual | 6–3         | 2º lugar (Pool A) Q | 8–3               | 1º lugar (Pool C) Q | 2–9               | 12º lugar (Pool B)  | Não se qualificou | Não se qualificou |
| Jorge de Paiva (Estreante) | Espada Individual | 5-3         | 4º lugar (Pool G) Q | 7–3               | 2º lugar (Pool A) Q | 6–5               | 2º lugar (Pool B) Q | 2–9               | 12º lugar         |
| Manuel Queiróz (Estreante) | Espada Individual | 3–5         | 7º lugar (Pool I)   | Não se qualificou | Não se qualificou   | Não se qualificou | Não se qualificou   | Não se qualificou | Não se qualificou |
| Ruy Mayer (Estreante) | Espada Individual | 5–3         | 2º lugar (Pool E) Q | 4–6               | 7º lugar (Pool B)   | Não se qualificou | Não se qualificou   | Não se qualificou | Não se qualificou |
| António de Menezes (Estreante) Frederico Paredes (Estreante) Henrique da Silveira (Estreante) João Sassetti (Estreante) Jorge de Paiva (Estreante) Manuel Queiróz (Estreante) Ruy Mayer (Estreante) | Equipa de Espada  |             |                     |                   |                     | 3–1               | 2º lugar (Pool B) Q | 2–2               | 4º lugar          |

## Tiro

### Carabina
| Atleta | Prova                                  | Final       | Final     |
| Atleta | Prova                                  | Performance | Posição   |
| --- | -------------------------------------- | ----------- | --------- |
| António Martins (Estreante) António Ferreira (Estreante) António dos Santos (Estreante) Dário Cannas (Estreante) Hermínio Rebelo (Estreante) | Carabina Militar 300m - deitado        | 256         | 15º lugar |
| António Martins (Estreante) António Ferreira (Estreante) António dos Santos (Estreante) Dário Cannas (Estreante) Hermínio Rebelo (Estreante) | Carabina Militar 300m - pé             | 226         | 11º lugar |
| António Martins (Estreante) António Ferreira (Estreante) António dos Santos (Estreante) Dário Cannas (Estreante) Hermínio Rebelo (Estreante) | Carabina Militar 600m - deitado        | 248         | 14º lugar |
| António Martins (Estreante) António Ferreira (Estreante) António dos Santos (Estreante) Dário Cannas (Estreante) Hermínio Rebelo (Estreante) | Carabina Militar 300m e 600m - deitado | 519         | 11º lugar |

### Revolver
| Atleta | Prova        | Final       | Final    |
| Atleta | Prova        | Performance | Posição  |
| --- | ------------ | ----------- | -------- |
| António Martins (Estreante) António Ferreira (Estreante) António dos Santos (Estreante) Dário Cannas (Estreante) Hermínio Rebelo (Estreante) | Revolver 30m | 1184        | 8º lugar |